# Phạm Bá Hiền
Phạm Bá Hiền (sinh năm 1972 tại xã Mai Phụ, huyện Lộc Hà, tỉnh Hà Tĩnh), là tướng lĩnh Quân đội nhân dân Việt Nam, quân hàm Thiếu tướng. Ông hiện là Phó Bí thư Đảng ủy, Tư lệnh Binh đoàn 16, Bộ Quốc phòng.

## Sự nghiệp

### Dân sự
Theo ông Phan Tiến Dũng -Trưởng phòng Tài nguyên và Môi trường huyện Lộc Hà- ông Hiền trước đó làm nghề buôn bán trong thị trường vải ở Sài Gòn. Sau khi sáp nhập công ty vào Bộ Quốc Phòng, ông ta mới gia nhập vào quân đội. 

#### Vụ trốn thuế tại chi nhánh 3 Công ty Thăng Long (Bộ Quốc phòng)
Theo kết quả điều tra ban đầu, chi nhánh 3 tại TP HCM của Công ty Thăng Long (doanh nghiệp thuộc Bộ Quốc phòng, trụ sở tại Hà Nội) đã trốn thuế nhập khẩu hơn 1,18 triệu mét vải và hàng trăm ngàn tấn sợi. Thăng Long còn sửa tờ khai xuất xứ hàng hóa (C/O), dùng giấy tờ và con dấu giả, nhập thừa 310.000m vải và 4.100kg vải vụn. Tổng trị giá hàng sai phạm từ trước đến nay là 560.000 USD.  Ông Phạm Bá Hiền, lúc đó làm phó giám đốc chi nhánh cũng bị khởi tố. 

### Quân đội
Từ tháng 12/2014 đến tháng 10/2022, ông giữ chức vụ Phó Tư lệnh; từ tháng 11/2022 đến nay là Tư lệnh Binh đoàn 16. Ngày 12/5/2023 vừa qua, ông Hiền được phong quân hàm từ Đại tá lên Thiếu tướng. 

## Vụ tai tiếng
Bữa tiệc linh đình mâm cỗ linh đình, lẵng hoa chúc mừng dựng khắp khuôn viên với hàng trăm khách do mẹ ông Phạm Bá Hiền tổ chức tại tư gia nguy nga, tráng lệ của bà mừng ông lên chức thiếu tướng đang gây xôn xao dư luận. Đây là một biệt thự ước tính tiền xây dựng mất cả trăm tỉ đồng mà bà Từ Thị Loan (78 tuổi) mẹ của thiếu tướng Hiền, người chỉ đạp xe đi bán rau cải, sở hữu. ,

## Lịch sử thụ phong quân hàm
| Năm thụ phong | 5.2023      |
| ------------- | ----------- |
| Cấp bậc       |             |
| Danh Xưng     | Thiếu tướng |